# Danh sách mã bưu chính ở Đức

Mã bưu chính của Đức (còn được gọi như Postleitzahlen hay PLZ trong ngôn ngữ quốc tế) bao gồm 5 chữ số được phân theo từng vùng; Đức là quốc gia đầu tiên áp dụng hệ thống mã bưu chính năm 1941, là nước đầu tiên công bố mã bưu chính trên thế giới vào 1/7/1993. Trước khi thống nhất Đông Đức và Tây Đức thành Cộng hòa Liên bang Đức, mã bưu chính chỉ gồm 4 chữ số.

## Danh sách mã bưu chính của Đức

### Dresden (region)
- 01001-01462: Dresden
01774: Pretzschendorf
01847: Lohmen
01809: Dohna
01987: Brandenburg
01731: Kreischa

### Leipzig (region)
- 04003-04357: Leipzig
04416: Markkleeberg
04509: Delitzsch
04651: Bad Lausick
04758: Naundorf
04860: Torgau
04931: Brandenburg
04758: Oschatz

### Bautzen (region)
- 02601-02626: Bautzen
02999: Knappensee
02977: Hoyerswerda
02997: Wittichenau
02627: Ratibor

### Zwickau (region)
- 98001-08066: Zwickau
98209: Auerbach (Vogtland)
98340: Schwarzenburg (Erzgebirge)
98468: Reichenbach

### [[Berlam_tiep
arkin]] (region)
12277, 12279: Marienfelde
12305, 12307, 12309: Lichtenrade
13435, 13437, 13439: Wittenau
14109: Wannsee
13187, 13189: Pankow

### Hamburg (region)
20001-20999: Hamburg

### Chemnitz (region)
- 09111 - 09131: Chemnitz
09380: Thalheim
09509: Pockau
09623: Frauenstein
09394: Hohndorf
09392: Auerbach

### Mecklenburg-Vorpommern (region)
17237: Möllenbeck
17489: Greifswald

### Bremen (region)
- 28078-28199: Bremen